# Jiabong
Jiabong is een gemeente in de Filipijnse provincie Samar op het gelijknamig eiland Samar. Bij de laatste census in 2007 had de gemeente bijna 16 duizend inwoners.

## Geografie

### Bestuurlijke indeling
Jiabong is onderverdeeld in de volgende 34 barangays:
| - Barangay No. 1 - Barangay No. 2 - Barangay No. 3 - Barangay No. 4 - Barangay No. 5 - Barangay No. 6 - Barangay No. 7 - Barangay No. 8 - Bawang - Bugho - Camarobo-an - Candayao | - Cantongtong - Casapa - Catalina - Cristina - Dogongan - Garcia - Hinaga - Jia-an - Jidanao - Lulugayan - Macabetas | - Malino - Malobago - Mercedes - Nagbac - Parina - Salvacion - San Andres - San Fernando - San Miguel - Tagbayaon - Victory |

## Demografie
Jiabong had bij de census van 2007 een inwoneraantal van 15.968 mensen. Dit zijn 571 mensen (3,7%) meer dan bij de vorige census van 2000. De gemiddelde jaarlijkse groei komt daarmee uit op 0,50%, hetgeen lager is dan het landelijk jaarlijks gemiddelde over deze periode (2,04%). Vergeleken met de census van 1995 is het aantal mensen met 484 (3,1%) toegenomen.

De bevolkingsdichtheid van Jiabong was ten tijde van de laatste census, met 15.968 inwoners op 67,7 km², 235,9 mensen per km².